# Bony
Bony é uma comuna francesa na região administrativa de Altos da França, no departamento de Aisne. Estende-se por uma área de 7,98 km². Em 2010 a comuna tinha 138 habitantes (densidade: 17,3 hab./km²).